# اسکریل
اسکریل (انگلیسی: Skrill) شرکت خدمات مالی بریتانیایی است، که در سال ۲۰۰۱ تأسیس شد.